# Matrice d'Ansoff

La matrice d'Ansoff.

La matrice d'Ansoff est une matrice conçue par Igor Ansoff pour classer et expliquer les différentes stratégies de croissance pour une entreprise. Elle permet de réfléchir à des axes de croissance.

## Objectif de la matrice
La matrice, croisant les produits (actuels et nouveaux) et les marchés (actuels et nouveaux) de l'entreprise, permet de faciliter la prise de décision du décideur. Elle n'indique cependant pas la manière de procéder.
Selon Ansoff, il existe quatre stratégies de croissance : la pénétration de marché, l'extension de marché, le développement de produit, et la diversification.

## Composantes de la matrice

### Pénétration de marché (ou consolidation) - produits existants/marchés existants
L’entreprise cherche à développer les ventes de ses produits actuels sur ses marchés actuels grâce à un effort marketing plus soutenu. L’objectif est de pousser le client à augmenter son niveau d’achat ou sa fréquence d’achat ; ou de détourner le client des concurrents ; ou encore, de convaincre les clients potentiels.
La pénétration de marché peut, par exemple, consister à augmenter sa part de marché dans le commerce en ligne.

### Extension de marché
L’entreprise cherche à augmenter ses ventes en introduisant ses produits actuels sur de nouveaux marchés (régionaux, nationaux, et internationaux). Elle peut aussi attirer de nouveaux segments de marché en développant des produits adaptés, en utilisant de nouveaux circuits de distribution, en faisant appel à d’autres médias de communications.

### Développement de produits (ou extension de segments)
L’entreprise cherche à augmenter ses ventes en lançant de nouveaux produits sur ses marchés actuels. Elle peut modifier le produit, créer plusieurs versions du produit, développer de nouveaux modèles et de nouvelles tailles.

### Diversification
Cette solution est possible si le potentiel existant en dehors des marchés de l’entreprise est attractif, c'est-à-dire si l'entreprise possède des ressources et des capacités qui répondent aux critères de soutenabilité du modèle VRIN. 
Il est possible de se diversifier concentriquement en introduisant de nouvelles activités dont la technologie est complémentaire de son métier actuel (gérer des chanteurs, mais aussi des acteurs, écrivains). On peut parler ici d'un transfert de compétences clés.
Il est possible de se diversifier horizontalement en introduisant de nouvelles activités susceptibles de satisfaire la même clientèle, même si la technologie est différente du métier actuel (publier un magazine musical). 
Enfin, il est possible de se diversifier en créant un conglomérat (des activités différentes pour des marchés différents).

## Postérité
La matrice est souvent utilisée conjointement avec le cube d'Ansoff.